# Hochschule für nationale Verteidigung (Thailand)
Die Hochschule für nationale Verteidigung (Thai วิทยาลัยป้องกันราชอาณาจักร, RTGS: Witthayalai Pongkan Ratcha-anachak; engl.: National Defence College of Thailand) ist eine Bildungseinrichtung für höhere Offiziere der thailändischen Streitkräfte und für Zivilisten in Bangkok.
Die thailändische Hochschule für nationale Verteidigung wurde am 2. Februar 1955 auf Veranlassung von Feldmarschall Plaek Phibulsongkram ins Leben gerufen. Sie wird vom obersten Stab der thailändischen Streitkräfte betrieben. Sie befindet sich in der Thanon Vibhavadi Rangsit in Bangkoks Bezirk Din Daeng.

## Bekannte ehemalige Studenten
Seit ihrer Gründung haben die Abgänger der Hochschule sowohl den militärischen als auch den politischen Bereich des Königreiches maßgeblich beeinflusst. Unter den bekanntesten ehemaligen Studenten sind:
- Feldmarschall Thanom Kittikachorn, Ministerpräsident 1958 und 1963–73 (Abschlussklasse 1)
- Professor Sanya Dharmasakti, Ministerpräsident 1973–75 (Abschlussklasse 1)
- General Serm Na Nakhon, Oberkommandierender der Streitkräfte 1978–81 (Abschlussklasse 4)
- General Kriangsak Chomanan, Ministerpräsident 1977–80 (Abschlussklasse 5)
- General Sayud Kerbphol, Oberkommandierender der Streitkräfte 1981–83 (Abschlussklasse 5)
- General Prem Tinsulanonda, Ministerpräsident 1980–88, Präsident des Kronrats seit 1998 (Abschlussklasse 9)
- Kasit Piromya, Außenminister 2008–11 (Abschlussklasse 32)
- General Sonthi Boonyaratglin, Oberkommandierender des Heeres 2005–07, Führer der Militärjunta („Nationaler Sicherheitsrat“) 2006 (Abschlussklasse 42)
- General Saprang Kalayanamit, Assistent des Oberkommandierenden des Heeres, Generalsekretär des „Nationalen Sicherheitsrats“ 2006–07 (Abschlussklasse 43)